# Karin Nordvaller
Karin Nordvaller, född 1951 på Lidingö är en Svensk målare och skulptör bosatt i Djursholm i Danderyds kommun. 
Hennes konst består av figurativa motiv, ofta med fåglar som motiv.
Representerad på ett flertal företag och institutioner, bland annat Danderyds kommun och la Municipalité de Cannes.
En av initiativtagare till Nätverket Danderyds Konsthall 2011. Initiativtagare till Danderyds Konstrunda, och Danderyds Kulturgrupp. Bildade 2014 tillsammans med Lars Olsson och Kåge Klang KULTURpartiet i Danderyd.
Medlem i: KRO , KC Öst , BUS , SvK, Föreningen Svenska Konstnärinnor     

## Utställningar
- Société Nationale des Beaux-Arts, Paris,
- Salon International du Monde de la Culture et des Arts, Cannes-Azur.
- Ett flertal jurybedömda utställningar i Sverige och Frankrike
- Moving Art Projekt

## Utmärkelser
- Grande Médaille D’or, MCA, Cannes, Frankrike 2010, guldmedalj i måleri.
- Danderyds kommuns Hedersplakett för Kulturgärning 2013
- Samfundet Djursholms Forntid och Framtids Hembygdspris 2014 för ett mångårigt kulturarbete i kommunen.
- Märsta konsthall, KonstNU 2015. guldmedalj i skulptur